# ناحیه برومفیلد، میشیگان
ناحیه برومفیلد (به انگلیسی: Broomfield Township) یک منطقهٔ مسکونی در ایالات متحده آمریکا است که در شهرستان ایزابلا، میشیگان واقع شده‌است.
 ناحیه برومفیلد ۹۲٫۵ کیلومتر مربع مساحت و ۱٬۶۲۰ نفر جمعیت دارد و ۳۱۷ متر بالاتر از سطح دریا واقع شده‌است.